# روئلا رادینیاوونی
روئلا رادینیاوونی (انگلیسی: Roela Radiniyavuni؛ زادهٔ ۷ آوریل ۱۹۹۰) بازیکن راگبی ۱۵ نفره زن اهل فیجی است.
وی در مسابقات کشوری و بین‌المللی در مجموع برندهٔ ۱ مدال برنز شده است.